# Kara (gruppo musicale)
Le Kara (카라?) sono una band k-pop sudcoreana, formatasi a Seul nel 2007. Il nome del gruppo deriva dalla parola greca "chara" (χαρά, lett. "gioia"), interpretata come "dolce melodia".

## Storia
In origine, le KARA erano un quartetto: Gyuri, Seungyeon, Sunghee e Nicole. Debuttarono con l'album The First Blooming nel 2007. Con l'abbandono, nel 2008, di Sunghee, a causa delle forti pressioni dei genitori, vennero aggiunti altri due membri: Hara e Jiyoung.
Il gruppo ha vinto diversi premi, tra cui il Best Dance Award al Mnet Asian Music Awards e il Best Female Singer alla 16ª edizione del Korean Entertainment Awards Arts. Le KARA hanno cominciato a promuovere a livello internazionale in diversi paesi asiatici a partire dal 2009, ricevendo una più ampia popolarità in Asia.
Il 16 gennaio 2014, Nicole abbandona il gruppo con la scadenza del suo contratto con la DSP Media per dedicarsi a una vita da solista sia in Corea che in America, mentre Jiyoung abbandona il gruppo ad aprile dello stesso anno dopo la scadenza del contratto per dedicarsi agli studi e ad un futuro da attrice.
Il 1º luglio 2014, a seguito del progetto indetto dall'agenzia DSP ovvero il "KARA Project", con i voti di esperti, delle KARA e dei fans, è arrivata un nuovo membro: Heo Youngji, precedentemente una trainee alla CCM, conosciuta per il suo carisma e talento, con un totale di ben 49.591 voti.
È stato stabilito che il gruppo pubblicherà un nuovo album in Giappone ad agosto seguito da un singolo in Corea, prima di partire per un tour in Giappone ad Ottobre. Le KARA continueranno le loro attività in quattro.
Le KARA si sciolgono ufficialmente nel 2016.
Nel 2022 le KARA tornano insieme per celebrare il loro 15º anniversario e pubblicano il loro ottavo EP “Move Again” rilasciato il 29 novembre.

## Formazione
Attuale
- Gyuri (규리) – leader voce, rapper (2007-2016, 2022-)
- Seungyeon (승연) – voce (2007-2016, 2022-)
- Youngji (영지) - voce (2014-2016, 2022-)
- Nicole (니콜) – voce, rapper (2007-2014, 2022-)
- Jiyoung (지영) – voce, rapper (2008-2014, 2022-)

Ex membri
- Sunghee (성희) – voce (2007-2008)
- Hara (하라) – voce (2008-2016; deceduta nel 2019)

Timeline

## Discografia

### Album in studio
- 2007 – The First Blooming
- 2009 – Revolution
- 2010 – Girl's Talk
- 2011 – Step
- 2011 – Super Girl
- 2012 – Girls Forever
- 2013 – Fantastic Girls
- 2013 – Full Bloom
- 2015 – Girl's Story

### EP
- 2008 – Rock U
- 2008 – Pretty Girl
- 2010 – Lupin
- 2010 – Jumping
- 2012 – Pandora
- 2014 – Day & Night
- 2015 – In Love
- 2022 - Move Again

### Raccolte
- 2010 - Best 2007-2010
- 2012 – Hits! Hits!
- 2012 – Collection
- 2012 - Solo Collection
- 2013 – Best Girls